# Joaquim Antão Fernandes Leão
Joaquim Antão Fernandes Leão (Conselheiro Lafaiete, 17 de enero de 1809-12 de abril de 1887) fue un abogado, magistrado y político brasileño.

## Biografía
Nació en Conselheiro Lafaiete, estado de Minas Gerais, hijo de João Fernando Leal y de Silvéria Olympia Mazarini.
Tras recibirse de abogado, ingresó a la administración del Imperio en Ouro Preto. Fue diputado provincial en 1836 y diputado nacional entre 1845 y 1847.
Nuevamente electo diputado nacional, integró como Ministro de Marina el gabinete constituido el 31 de mayo de 1848 por el liberal Francisco de Paula Sousa e Melo.
En 1851 y 1852 fue diputado nacional.
Entre el 4 de mayo de 1859 y el 17 de octubre de 1861 se desempeñó como Presidente de la Provincia de Rio Grande do Sul. Durante su mandato, el naufragio y saqueo del mercante británico Prince of Wales en las costas de Albardão dio impulso a la llamada Cuestión Christie, grave conflicto que llevó a la ruptura de relaciones diplomáticas entre el Imperio de Brasil y Gran Bretaña.
Entre los años 1861 y 1862 fue Presidente de la Provincia de Bahia.
Integró como Ministro de Transportes y de Agricultura, Comercio y Obras Públicas el gabinete constituido el 16 de julio de 1868 por el conservador Joaquim José Rodrigues Torres.
Fue luego diputado nacional (1869) y senador del Imperio del Brasil de manera casi ininterrumpida hasta su muerte (1871 a 1875 y 1877 a 1887).
Integró el Instituto de História e Geografia de Rio Grande do Sul.
Fue honrado con el título de Comendador da Ordem da Rosa y Cavaleiro da Ordem de Cristo.
Falleció el 12 de abril de 1887.